# Amperima rosea
Amperima rosea är en sjögurkeart som först beskrevs av Perrier 1896.  Amperima rosea ingår i släktet Amperima och familjen Elpidiidae. Inga underarter finns listade i Catalogue of Life.